# 布埃諾斯艾雷斯區
布埃诺斯艾雷斯区（西班牙語：Buenos Aires），是哥斯達黎加的一個區，位於該國西部蓬塔雷納斯省，始建於1940年，面積2,384平方公里，海拔高度970米，2011年人口45,244，人口密度每平方公里18.98人。